# تاريخ نيوزيلندا

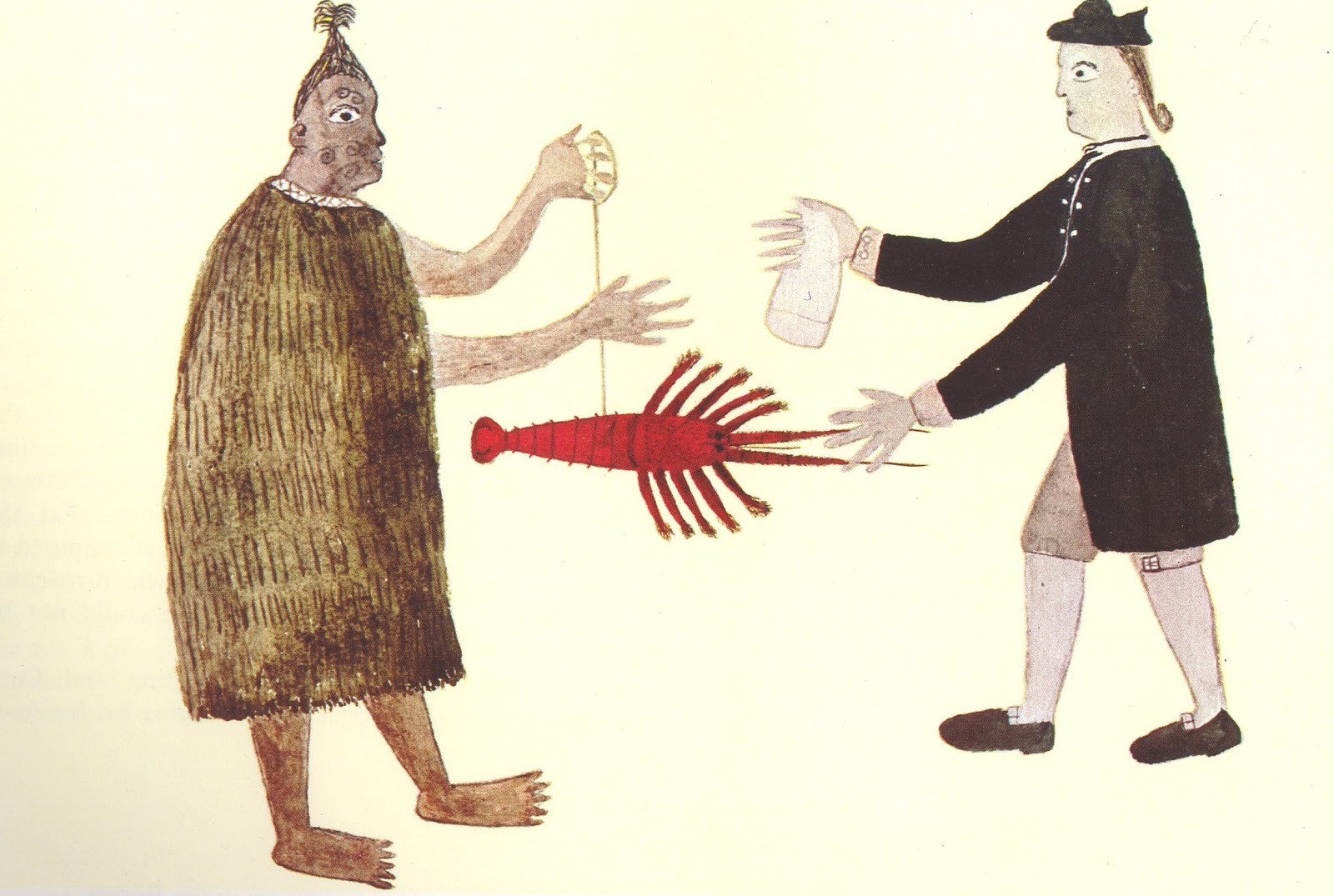

يعود تاريخ نيوزيلندا إلى نحو 700 عام حين اكتشفها البولنيزيون واستوطنوا فيها، وهم الشعب الذي طور حضارة ماوري البارزة. ومثل بقية حضارات المحيط الهادي، كان مجتمع ماوري يتمحور حول الروابط العائلية والارتباط بالأرض، لكن على عكس البقية، تأقلمت حضارة ماوري مع بيئة باردة بدلًا عن بيئة دافئة استوائية.
كان أول مُستكشف أوروبي يقع بصره على نيوزيلندا الملّاح الهولندي أبل تاسمان في 13 ديسمبر عام 1642. اكتشفها ورسم شريطها الساحلي لكنه لم يرسُ فيها قط. كان القبطان جيمس كوك، الذي وصل إلى نيوزيلندا في أكتوبر من عام 1769 على متن أولى رحلاته الثلاثة، أول مستكشف أوروبي يبحر حول نيوزليندا ويرسم خارطتها.
منذ أواخر القرن الثامن عشر، كان مستكشفون وبحارة آخرون ومبشرون وتجار ومغامرون يزورون البلاد بانتظام. وُقعت عام 1840 معاهدة وايتانغي بين التاج البريطاني وعديد رؤساء ماوري، التي ضمت نيوزيلندا إلى الامبراطورية البريطانية وأعطت شعب ماوري حقوق المواطنين البريطانيين نفسها. على أي حال، قادت النزاعات نتيجة تفاوت ترجمات المعاهدة ورغبة المستوطنين بأخذ الأرض من شعب ماوري إلى حروب نيوزيلندا منذ عام 1843.
حدث استيطان بريطاني موسع على امتداد بقية القرن وبداية القرن التالي. أدت حروب نيوزيلندا وفرض نظام اقتصادي وقانوني أوروبي إلى انتقال ملكية معظم أراضي نيوزيلندا من الماوري إلى بيكيها (ملكية أوروبية)، وأصبح أغلب شعب الماوري فقراء في ما بعد.
منذ تسعينيات القرن التاسع عشر، شرّع البرلمان النيوزيلندي عددًا من المبادرات التقدمية، من بينها حق النساء في التصويت والرواتب التقاعدية. وبعد أن أصبحت دولة ذات حكم ذاتي ضمن الامبراطورية البريطانية عام 1907، بقيت البلاد عضوًا متحمسًا من الامبراطورية، وقاتل أكثر من 100,000 نيوزيلندي في الحرب العالمية الأولى بصفتهم جزءًا من الحملة العسكرية النيوزيلندية خارج الوطن. وقعت نيوزيلندا بعد الحرب معاهدة فيرساي (1919)، وانضمت إلى عصبة الأمم، وتابعت سعيها تجاه سياسة أجنبية مستقلة، بينما كانت دفاعاتها لا تزال تحت حكم بريطاني.
عندما اندلعت الحرب العالمية الثانية عام 1939، اشترك النيوزيلنديون في الدفاع عن الامبراطورية البريطانية، وقدمت البلاد نحو 120,000 جندي. بدءًا من الثلاثينيات، نُظم الاقتصاد أشد التنظيم وطُورت حالة شاملة من الرعاية الاجتماعية. في هذه الأثناء، خضعت ثقافة الماوري لنهضة، وأخذوا بالانتقال إلى المدن بأعداد كبيرة بدءًا من الخمسينيات. الأمر الذي أدى إلى تطور حركة احتجاجات الماوري التي قادت بدورها إلى اعتراف أكبر بمعاهدة وايتانغي في أواخر القرن العشرين.
عانى اقتصاد البلاد نتيجة أزمة حظر النفط عام 1973، بخسارة نيوزيلندا لأكبر سوق تصدير لها تلوَ دخول بريطانيا السوق الأوروبية المشتركة، والتضخم المالي المفرط. في عام 1984، انتُخبت حكومة حزب العمال الرابعة وسط أزمة اقتصادية ودستورية. استُبدلت السياسات التدخلية للحكومة الوطنية الثالثة بالـ«روجرنوميكس Rogernomics» (لفظ منحوت اخترعه صحفيو مجلة نيوزيلندا لسنر لوصف السياسات الاقتصادية النيولبرالية التي اتبعها وزير الاقتصاد روجر دوغلاس)، التي تفرض التزامًا باقتصاد السوق الحرة. أصبحت السياسة الخارجية أكثر استقلالًا بعد عام 1980 خصوصًا في الضغط من أجل منطقة خالية من الإشعاعات النووية. حافظت الحكومات المتعاقبة على هذه السياسات عمومًا، رغم تلطيفها لأخلاقيات السوق الحرة إلى حد ما.

## وصول شعب ماوري واستيطانهم
أول من استوطن نيوزيلندا هم البولنيزيون من شرق بولنيزيا. تقترح أدلة جينية وأثرية أن البشر قد هاجروا من تايوان مرورًا بجنوب شرق آسيا إلى ميلانيزيا ومنها اتجهوا ناحيةَ الشرق إلى المحيط الهادي على دفعات وموجات استكشافية استعمرت تدريجيًا جزرًا من ساموا وتونغا وصولًا إلى هاواي، وجزر ماركيساس، وجزيرة إيستر، وجزر الجمعية، وأخيرًا نيوزيلندا.
لا توجد في نيوزيلندا أدوات أو بقايا إنسانية يعود تاريخها إلى قبل تيفرا كاهاروا، وهي طبقة من الحطام البركاني أودعها انفجار بركان تاراويرا نحو عام 1314 للميلاد. تبين أن تأريخ بعض عظام الجرذ الباسيفيكي التي وُجدت عام 1999 مُبكرًا إلى عام 100 للميلاد خاطئ؛ إذ إن بعض العينات الجديدة من عظام الجرذ (والأصداف المقضومة عن طريق جرذ أيضًا وحاويات بذور خشبية) أعطت بأغلبها تواريخ تعود إلى ما بعد انفجار بركان تاراويرا إلا ثلاث منها أعطت تواريخ أقدم بعض الشيء.
فسر العلماء أدلة حبوب الطلع المشيرة إلى حرائق غابات شاسعة حدثت قبل عقد أو عقدين من الانفجار على أنها إشارة محتملة للوجود البشري، الأمر الذي قاد إلى افتراض أول حقبة استيطان نحو 1280 – 1320 للميلاد. على أي حال، خلصت آخر تراكيب الأدلة الأثرية والجينية إلى أنه سواء وصل بعض المستوطنين قبل انفجار تاراويرا أم لا، فالحقبة الرئيسية للاستيطان كانت في العقود التي تلته، في وقت ما بين عامي 1320 و1350 للميلاد، وربما اشتملت على هجرة شعبية منظمة. هذا السيناريو مدعوم أيضًا بخط ثالث من الأدلة المعرضة للنقاش بشدة، وقد أصبحت حاليًا مرفوضًة على نطاق واسع، وهي سلاسل النسب المتوارثة التي تشير إلى عام 1350 للميلاد كاحتمال لتاريخ وصول الزوارق المؤسسة الأولى التي يُرجع أغلب شعب ماوري نسبهم إليها.
أصبحت سلالة هؤلاء المستوطنين معروفة باسم شعب ماوري، وشكلوا حضارة بارزة خاصة بهم. أنتج الاستيطان الأخير لجزر تشاتام في شرق نيوزيلندا نحو عام 1500 للميلاد شعب الموريوري؛ تشير الأدلة اللغوية إلى أن شعب الموريوري هم من الماوري الذين غامروا ناحية الشرق.
استغل المستوطنون الأصليون صيد الطرائد الضخمة الفائضة في نيوزيلندا، مثل الموا، التي كانت طيورًا مسطحة الصدر غير قادرة على الطيران انقرضت نحو عام 1500. عندما أصبحت طرائد ضخمة مثل الموا وغيرها شحيحة أو منقرضة، خضعت حضارة الماوري لتغير محوري، باختلافات مناطقية. فأصبحت البستنة أهمّ في المناطق التي أمكن زراعة القلقاس والبطاطا الحلوة فيها. الأمر الذي لم يكن ممكنًا في جنوب الجزيرة الجنوبية، لكن توفرت غالبًا بعض النباتات البرية مثل الفيرنوت، وحُرثت أشجار الملفوف وحُصدت للطعام. ازدادت أهمية الحرب أيضًا، عاكسةً منافسةً متزايدة على الأرض والموارد الأخرى. في هذه الحقبة، انتشرت حصون قرى الماوري رغم وجود جدل حول التواتر الحقيقي للحرب. ومثل أي مكان آخر في المحيط الهادئ، كان أكل لحوم البشر جزءًا من الحرب.
كانت القيادة مبنية على نظام زعامة القبيلة، التي كانت متوارثةً في الغالب لكن ليس بالمطلق، رغم أن الزعماء (ذكورًا كانوا أم إناثًا) وجب عليهم إظهار قدرات قيادية تجنبهم أن يتفوق عليهم أفراد أكثر نشاطًا. الوحدات الاجتماعية الأكثر أهمية بالنسبة لمجتمع الماوري قبل الأوروبي هي الأسرة الممتدة (واناو)، والعشيرة (هابو) أو مجموعة الأسر الممتدة. بعد هاتين تأتي القبيلة (إيوي)، التي تتألف من مجموعة من العشائر. غالبًا ما تبادلت العشائر المتناسبة البضائع وتشاركت في المشاريع الكبيرة، لكن النزاع بينها كان شائعًا أيضًا. حافظ مجتمع ماوري التقليدي على التاريخ شفهيًا عن طريق الرواة والأغاني والأناشيد؛ خبراء مهرة يمكنهم سرد سلاسل نسب القبيلة (واكابابا) عودةً إلى مئات السنين. والفنون التي تشتمل على الخطابة (وايكوريرو)، وتأليف عدة أنماط من الأغاني، وأشكال الرقص متضمنة الهاكا، بالإضافة إلى النِساجة، بالإضافة إلى تطوير النحت على الخشب إلى مستوى عالٍ، وفن الوشم (تا موكو).

## الاستكشاف الأوروبي المبكر
كان أول الأوروبيين الذين وصلوا إلى نيوزيلندا هم طاقم المستكشف الهولندي أبيل تاسمان الذي وصل على متن سفينتين هما هيمسكيرك وزيهين. رست السفينة في الطرف الشمالي من الجزيرة الجنوبية في غولدن باي (أطلق عليها اسم خليج القتلة) في ديسمبر 1642 وأبحرت شمالًا إلى تونغا بعد هجوم شنه شعب الماوري المحلي. أطلق عليها تاسمان اسم ستاتين لاندت، على اسم الولايات العامة لهولندا، وظهر هذا الاسم على خرائطه الأولى للبلاد. في عام 1645، غيّر رسامو الخرائط الهولنديون الاسم إلى نوفا زيلانديا.
مضى أكثر من 100 عام قبل عودة الأوروبيين إلى نيوزيلندا؛ في عام 1769، قام كابتن البحرية البريطانية جيمس كوك بزيارة نيوزيلندا، وبالصدفة، بعد شهرين فقط، وصل الفرنسي جان فرانسوا ماري دي سورفيل، بقيادة بعثته الخاصة، إلى البلاد. عندما غادر كوك في رحلته الأولى، جاءته أوامر مختومة من قبل الأميرالية البريطانية بأن يمضي قدمًا إلى الغرب.
قُدّمت ادعاءات مختلفة بأن مسافرين آخرين وصلوا إلى نيوزيلندا قبل تاسمان، لكنها ليست مقبولة على نطاق واسع. بيتر تريكيت، على سبيل المثال، يجادل بأن المستكشف البرتغالي كريستوفاو دي ميندونكا وصل إلى نيوزيلندا في عشرينيات القرن الخامس عشر.
منذ تسعينيات القرن التاسع عشر، زارت السفن البريطانية والفرنسية والأمريكية المياه حول نيوزيلندا. قامت الطواقم بتبادل البضائع الأوروبية، بما في ذلك البنادق والأدوات المعدنية، مقابل الطعام والماء والخشب والكتان والجنس. اشتهر الماوري بكونهم تجارًا متحمسين ومهذبين، على الرغم من أن مستويات التكنولوجيا والمؤسسات وحقوق الملكية تختلف اختلافًا كبيرًا عن المعايير في المجتمعات الأوروبية وعلى الرغم من وجود بعض النزاعات، مثل مقتل المستكشف الفرنسي مارك جوزيف ماريون دو فريسني في عام 1772 وتدمير بويد في عام 1809، إلا أن معظم الاتصالات بين الماوري والأوروبيين كانت سلمية.

### التسوية الأوروبية المبكرة
ازداد الاستيطان الأوروبي خلال العقود الأولى من القرن التاسع عشر، مع إنشاء العديد من المحطات التجارية، خاصة في الجزيرة الشمالية. قُدّمت المسيحية إلى نيوزيلندا في عام 1814 من قبل مارسدن، الذي سافر إلى خليج الجزر وأسس محطة إرسالية نيابة عن جمعية التبشير الكنسية لكنيسة إنجلترا. بحلول عام 1840 أُنشئت أكثر من 20 محطة. تعلم الماوري من المبشرين ليس فقط عن المسيحية ولكن أيضًا عن الممارسات والحرف الزراعية الأوروبية، وكيفية القراءة والكتابة. بناءً على عمل مبشّر الكنيسة التبشيرية توماس كيندال، ابتداءً من عام 1820، عمل اللغوي صموئيل لي مع رئيس الماوري هونغي هيكا لتحويل لغة الماوري إلى شكل مكتوب. في عام 1835، كانت أول طبعة ناجحة عبارة عن كتابين من الكتاب المقدس، كان الإنتاج من قبل مبشّر الكنيسة التبشيرية ويليام كولنسو، والترجمة من قبل القس ويليام ويليامز إلى الماوري.
كانت أول مستوطنة أوروبية في رانغيهوا با وهناك ولد توماس هولواي كينغ أول طفل أوروبي في الإقليم في 21 فبراير 1815 في محطة بالقرب من خليج الجزر. تأسست كيريكيري عام 1822، وتأسست بلاف عام 1823، وكلاهما يدعي أنهما أقدم المستوطنات الأوروبية في نيوزيلندا. اشترى العديد من المستوطنين الأوروبيين الأراضي من الماوري، لكن سوء الفهم واختلاف المفاهيم بالنسبة لملكية الأرض أدت إلى الصراعات بينهم.

### استجابة الماوري
اختلف التأثير على الماوريين، في بعض المناطق الداخلية، استمرت الحياة دون تغيير إلى حد ما، على الرغم من إمكانية الحصول على أدوات معدنية أوروبية مثل خطاف السمك أو الفأس اليدوية من خلال التجارة مع القبائل الأخرى. من جهة أخرى، خضعت القبائل التي واجهت الأوروبيين بشكل متكرر، مثل نغابوهي في نورثلاند، لتغييرات كبيرة.
لم يكن لدى الماوري قبل الأوروبيين أسلحة باستثناء الرماح وكان لإدخال البنادق تأثير هائل على حرب الماوري. كانت القبائل التي تملك البنادق تهاجم القبائل الأخرى، وتقتل أو تستعبد الكثيرين. ونتيجة لذلك، أصبحت الأسلحة ذات قيمة كبيرة وكان الماوري يتاجر بكميات ضخمة من البضائع مقابل بندقية واحدة. من 1805 إلى 1843 احتدمت الحروب حتى تحقق توازن جديد للقوى بعد أن حصلت معظم القبائل على البنادق. في عام 1835، تعرض الموريوري المسالمون في جزر تشاتام للهجوم والاستعباد والإبادة تقريبًا من قبل نغاتي موتونغا ونغاتي تاما ماوري. في تعداد عام 1901، تسجل 35 موريوري فقط على الرغم من زيادة الأرقام لاحقًا.
حول هذا الوقت، تحول العديد من الماوريين إلى المسيحية. في أربعينيات القرن التاسع عشر، كانت نسبة المسيحيين بين الماوريين أعلى منها بين الناس في المملكة المتحدة، وقد تغيرت ممارساتهم الأخلاقية وحياتهم الروحية. كانت الكنيسة الأنجليكانية النيوزيلندية (الكنيسة التبشيرية) ولا تزال أكبر طائفة ماورية. جعل الماوري المسيحية خاصة بهم ونشروها في جميع أنحاء البلاد في كثير من الأحيان قبل وصول المبشرين الأوروبيين.

## فترة المستعمرات
تأسست مستعمرة نيو ساوث ويلز بحلول عام 1788. وفقًا للحاكم المستقبلي، الكابتن آرثر فيليب، بتاريخ 25 أبريل 1787، تضمنت مستعمرة نيو ساوث ويلز جميع الجزر المجاورة في المحيط الهادئ ضمن خطوط العرض °10-°37 جنوباً و°43 والتي شملت معظم نيوزيلندا باستثناء النصف الجنوبي من الجزيرة الجنوبية. في عام 1825 مع تحول أرض فان ديمن إلى مستعمرة منفصلة، تغيرت الحدود الجنوبية لنيو ساوث ويلز إلى الجزر المجاورة في المحيط الهادئ بحدود جنوبية تبلغ °39 درجة °12 جنوباً والتي شملت النصف الشمالي فقط من الجزيرة الشمالية. ومع ذلك، لم يكن لهذه الحدود تأثير حقيقي لأن إدارة نيو ساوث ويلز لم يكن لديها اهتمام يذكر بنيوزيلندا.
ذُكرت نيوزيلندا لأول مرة في القانون البريطاني في قانون جرائم القتل في الخارج لعام 1817. وقد سهّل ذلك على المحكمة معاقبة جرائم القتل أو القتل غير العمد المرتكبة في أماكن لا تقع ضمن سيطرة جلالة الملك، ومُنح حاكم نيو ساوث ويلز زيادة السلطة القانونية على نيوزيلندا.  بدأ اختصاص المحكمة العليا لنيو ساوث ويلز على نيوزيلندا في قانون نيو ساوث ويلز لعام 1823، وسُجّلت جرائم أقل في ذلك الوقت. عيّنت الحكومة البريطانية جيمس باسبي مقيمًا بريطانيًا في عام 1832 رداً على شكاوى من المبشرين، والالتماسات من زعماء الماوري يطالبون الملك ويليام الرابع بأن يكون ووصيًا على نيوزيلندا بشأن البحارة والخارجين عن القانون في نيوزيلندا. في عام 1834 شجع رؤساء الماوري على تأكيد سيادتهم بالتوقيع على إعلان الاستقلال في عام 1835. أُرسل الإعلان إلى الملك ويليام الرابع واعترفت به بريطانيا. لم يُزوّد باسبي بأي سلطة قانونية أو دعم عسكري، وبالتالي كان غير فعال في السيطرة على السكان الأوروبيين.

### إنشاء المستعمرة
في البداية كانت نيوزيلندا محكومة من قبل أستراليا كجزء من مستعمرة نيو ساوث ويلز، واعتبارًا من 16 يونيو 1840 اعتبرت قوانين نيو ساوث ويلز سارية في نيوزيلندا. ومع ذلك، كان هذا ترتيبًا انتقاليًا وفي 1 يوليو 1841 أصبحت نيوزيلندا مستعمرة في حد ذاتها.
استمر الاستيطان في ظل الخطط البريطانية، المستوحاة من رؤية نيوزيلندا كأرض فرص جديدة. في عام 1846، أقر البرلمان البريطاني قانون دستور نيوزيلندا لعام 1846 للحكم الذاتي لـ 13000 مستوطن في نيوزيلندا.